# Alwyn Court
O Alwyn Court é um prédio de doze andares localizado em Manhattan, Nova York, no encontro da 58th Street com a Seventh Avenue, próximo do Central Park. Foi construído em 1907 com apartamentos grandes que foram divididos durante a Grande Depressão. Embora o seu interior tenha mudado com o passar do tempo, o exterior, com uma intricada decoração em terracota, em grande parte manteve-se inalterado. Em 1966 foi considerado um marco histórico da cidade de Nova York. 